# Cherry (Arizona)
Pour les articles homonymes, voir Cherry.
Cherry est une ville fantôme minière dans le centre du comté de Yavapai, dans l'Arizona aux États-Unis, entre Dewey et Camp Verde. Son bureau de poste fut créé le 3 mars 1884 et fermé le 15 mars 1943. Parmi les mines les plus notables dans la zone, on pouvait compter les mines de Federal, Bunker, Sunnybrook, Logan et de Gold Bullion. Environ 400 personnes vivaient et travaillaient dans la ville de Cherry à ses débuts. À l'heure actuelle, Cherry est une petite retraite de maison de vacances. Un certain nombre de bâtiments d'origine sont encore en usage. Le cimetière de Cherry possède plusieurs tombes datant de la fin des années 1800 et du début des années 1900.